# 20 Brygada Karabinów Maszynowych (ZSRR)
20 Brygada Karabinów Maszynowych (ros. 20-я мотострелковая бригада) – związek taktyczny piechoty Armii Czerwonej.
Brygada wzięła udział w kampanii wrześniowej w składzie 15 Korpusu Pancernego. 

## Struktura organizacyjna
W 1939
- 159 batalion karabinów maszynowych
- 164 batalion karabinów maszynowych
- 168 batalion karabinów maszynowych
- 353 dywizjon artylerii
- 35 dywizjon przeciwpancerny
- 283 kompania rozpoznawcza

## Dowódcy brygady
- płk Nikołaj Bierdnikow (był w 1939)[2]